# Neal Ardley
Neal Christopher Ardley (* 1. September 1972 in Epsom) ist ein ehemaliger englischer Fußballspieler und aktueller -trainer. Zumeist im rechten Mittelfeld angesiedelt war er vor allem in den 1990er-Jahren als Spieler des FC Wimbledon bekannt, das sich lange Jahre in der höchsten englischen Spielklasse behauptete. Später wechselte er ins Trainerfach und war dabei unter anderem für die Neugründung AFC Wimbledon zwischen 2012 und 2018 sportlich hauptverantwortlich.

## Sportlicher Werdegang

### Aktive Spielerkarriere

#### FC Wimbledon (1991–2002)
Ardley wurde in dem Londoner Vorort Epsom geboren und besuchte in Sutton das Carshalton Boys Sports College. Von dort fand er seinen Weg zum FC Wimbledon und über die Jugendmannschaften absolvierte er am 20. April 1991 gegen Aston Villa (2:1) sein Erstligadebüt – noch vor der Beförderung in den Profikader im Juli 1991. Nach anfänglich sporadischen Einsätze im Jahr darauf sammelte er in der ersten Premier-League-Saison 1992/93 beachtliche 26 Ligapartien und dabei vier Tore an. Als Wimbledon dann in der Spielzeit 1993/94 zu einem Höhenflug ansetzte, der letztlich mit dem sechsten Rang in der Abschlusstabelle belohnt wurde, fiel Ardley in der Trainergunst wieder zurück und absolvierte gerade einmal 16 Partien – sein einziger Treffer gelang ihm beim 2:1-Auswärtssieg gegen Sheffield Wednesday. Geschätzt wurde er primär aufgrund seiner Zweikampf- und Passstärke, aber auch in der anschließenden Saison 1994/95 wechselte er zwischen Startelf und Ersatzbank – mit erneut einem Ligatreffer, nun beim spektakulären 4:3-Erfolg gegen Aston Villa. Diese Rolle als Ergänzungsspieler sollte er in über zehn Jahren Zugehörigkeit zum Wimbledoner Profikader nicht ablegen. Als sich der Klub zum Ende der Saison 1999/2000 in die Zweitklassigkeit verabschiedete, blieb er dem Klub weiter treu. Nach zwei vergeblichen Versuchen zum Wiederaufstieg wechselte er im August 2002 ablösefrei zum Ligakonkurrenten FC Watford. Zum Zeitpunkt seines Abschieds war er der Spieler mit der längsten Zugehörigkeit der damals aktiven Wimbledon-Akteure. Seine beste Zeit hatte er in der Saison 1996/97, als er nur vier Ligapartien verpasste und die beiden Halbfinals im FA Cup und Ligapokal erreichte. In der Premier League hatte er zudem mit seinen Mannen lange einen Platz unter den „Top 5“ belegt und sich erst am Ende mit dem achten Rang begnügen müssen.

#### Weitere Karrierestationen (2002–2007)
Hintergrund des Wechsels war, dass sich Wimbledon von einem höher bezahlten Spieler trennen wollte und so nutzte der FC Watford eine Ausstiegsklausel, nachdem die rechte Seite als Schwachstelle identifiziert worden war. Auf Anhieb spielte sich Ardley in die Stammformation unter Trainer Ray Lewington und absolvierte letztlich in drei Jahren 111 Zweitligapartien für Watford. Im FA Cup erreichte er im April 2003 ein weiteres Mal ein Pokal-Halbfinale, musste sich jedoch erneut – wie in seiner Karriere stets zuvor – nunmehr dem FC Southampton mit 1:2 geschlagen geben. Geschätzt wurde er vor allem wegen seiner flexiblen Einsetzbarkeit. Nach anfänglichen Partien als rechter „Wingback“ (zu deutsch „Schienenspieler“) vor und neben der Dreier-Abwehrkette wechselte er auf die rechte Seite im 4-3-3-System, bevor diese Rolle von Jermaine Pennant übernommen wurde und Ardley in der Folge als Rechtsverteidiger auflief. In seinem dritten Jahr wurde er zumeist im linken Mittelfeld aufgeboten und in dieser Funktion steuerte er seine meisten Tore und Assists bei. Im März 2005 heuerte er ablösefrei beim Ligakonkurrenten Cardiff City an – ein Tag vor Lewingtons Entlassung. Dort absolvierte er bis August 2006 weitere 41 Pflichtspiele. Er ließ danach beim Drittligisten FC Millwall die aktive Laufbahn in der Saison 2006/07 auslaufen, bevor er verletzungsbedingt die Karriere beendete, ins Trainerfach wechselte und dazu nach Cardiff zurückkehrte, um in der dortigen Jugendakademie zu arbeiten.

### Traineraktivitäten
Nach gut fünf Jahren als Jugendtrainer in Cardiff wurde er im Oktober 2012 vom Viertligisten AFC Wimbledon angeheuert. Bei dem Verein, der nach der Übernahme seines Ex-Klubs FC Wimbledon neu gegründet worden war, arbeitete er mit seinem Ex-Mitspieler und Assistenten Neil Cox zusammen. Bereits im Dezember 2012 kam es unter ihm zum ersten Zusammentreffen mit dem verhassten Rivalen Milton Keynes Dons, der aus dem FC Wimbledon hervorgegangen war – die Partie endete mit einer 1:2-Niederlage. Im Verlauf der Saison 2012/13 stabilisierten sich die Leistungen der Mannschaft etwas, jedoch belegte sie vor dem letzten Spieltag nur den vorletzten Platz. Ein 2:1-Sieg gegen Fleetwood Town sicherte dann jedoch die Klasse und anstelle von Wimbledon musste der FC Barnet (neben Schlusslicht Aldershot Town) den Gang in die Fünftklassigkeit antreten. In den folgenden drei Jahren kletterte Wimbledon unter Ardley beständig in der Tabelle und belegte zum Abschluss der regulären Saison 2015/16 den siebten Rang, der zur Teilnahme an den Aufstiegs-Playoffs berechtigte. Mit einem 2:0-Erfolg gegen Plymouth Argyle im Finale sicherte sich der junge Klub erstmals in seiner Vereinsgeschichte einen Platz in der dritthöchsten englischen Spielklasse. Nach einem respektablen 15. Platz in der Drittligaspielzeit 2016/17 hatte die Mannschaft im Folgejahr schwer zu kämpfen, sicherte sich aber letztlich den Klassenerhalt. Dieser war nicht unwesentlich dem stets treffsicheren Lyle Taylor zu verdanken und nach zahlreichen prominenten Abgängen im Kader (darunter dann auch Taylor) im Sommer 2018 waren die Erwartungen gedämpft. Etwas überraschend startete Wimbledon gut in die Spielzeit 2018/19 und setzte in der Anfangsphase zu einer Serie von 10 ungeschlagenen Spielen an. Im Herbst 2018 sorgten dann jedoch 10 Niederlagen in 12 Ligapartien dafür, dass Ardley und der AFC Wimbledon im November 2018 die Zusammenarbeit beendeten.
Nur wenige Tage später schloss sich Ardley (gemeinsam mit Cox) dem Viertligisten Notts County an. Das Saisonziel Klassenerhalt konnte jedoch nicht erreicht werden und als Vorletzter stieg Notts County erstmals in seiner Vereinsgeschichte aus der Football League ab. In der fünften Liga sah es in der darauffolgenden Saison 2019/20 lange nach einem möglichen direkten Wiederaufstieg aus, bevor die Covid-Pandemie für ein vorzeitiges Ende sorgte und eine Abschlusstabelle auf Basis des bis dahin ermittelten Punkteschnitts gebildet wurde. Notts County erreichte hier über die Play-offs das Endspiel, das jedoch mit 1:3 gegen Harrogate Town verloren ging. Darüber hinaus erreichte Ardley mit seinen Mannen das Halbfinale in der FA Trophy, unterlag dort jedoch erneut Harrogate Town (0:1). Im zweiten Anlauf verfehlte Notts County das Aufstiegsziel deutlicher und Ende März 2021 wurde Ardley entlassen, als seine Mannschaft bereits 14 Punkte Rückstand hinter dem Tabellenführer Sutton United hatte.
Nächste Station für Ardley war ab Juni 2021 mit Solihull Moors ein weiterer Fünftligist. Dort wusste die Mannschaft vor allem im Oktober 2021 mit vier Siegen und zwei Remis in Serie und dabei nur einem Gegentor zu beeindrucken. Am Ende der Saison 2021/22 rangierte der Klub auf dem dritten Rang, der die höchste Platzierung in der Vereinsgeschichte darstellte. Ein möglicher Aufstieg wurde erst im Play-off-Endspiel gegen Grimsby Town verspielt. Es folgte in der Spielzeit 2022/23 der Absturz ins Mittelfeld, woraufhin Ardley den Klub im Juni 2023 wieder verließ. Mit York City fand sich im September 2023 ein weiterer Arbeitgeber in der fünften Liga. Die beidseitigen Erwartungen wurden jedoch nicht erfüllt und bei nur einem Punkt Vorsprung auf die Abstiegsränge wurde Ardley entlassen.
Am 18. Dezember 2024 wurde Ardley Trainer des Fünftligisten FC Woking.